# Mamoré (rijeka)
Mamoré (špa. Rio Mamoré) je rijeka u Južnoj Americi, u Boliviji, koja sutokom s rijekom Beni formira rijeku Madeiru, najveći pritok Amazone.
Rijeka Mamoré izvire na obroncima Sierra de Cochabamba, istočno od grada Cochabamba, te protječe pod nazivom Chimoré sve do spajanja s rijekom Chapare.
Veće pritoke su rijeke Chapare, Isiboro, Apere, Yacuma, San Miguel, Yata sa zapada i rijeke Río Grande, Ibare, Guaporé, Pacaás Novo s istoka.

## Vanjske poveznice
|  | Zajednički poslužitelj ima još gradiva o temi Mamoré (rijeka) |